# Rangpur
Rangpur (en bengalí: রংপুর) es una de las principales ciudades de Bangladés y la división de Rangpur. Rangpur fue declarado sede de distrito el 16 de diciembre de 1769 y establecido como municipio en 1869, lo que lo convierte en uno de los municipios más antiguos de Bangladés. El edificio de la oficina municipal se erigió en 1892 bajo la precedencia de Raja Janaki Ballav, presidente principal de la municipalidad. En 1890, se excavó el canal Shyamasundari para mejorar la ciudad. Sharfuddin Ahmed Jhantu fue el primer alcalde de Rangpur City Corporation.
La ciudad está situada en la parte noroeste de Bangladés. La Universidad Begum Rokeya está situada en la parte sur de la ciudad. Anteriormente, Rangpur era la sede del distrito de Greater Rangpur. Más tarde, el distrito de Greater Rangpur se dividió en los distritos de Gaibandha, Kurigram, Lalmonirhat, Nilphamari y Rangpur. En la gran región de Rangpur, se produjo poco desarrollo económico hasta la década de 1990, principalmente debido a las inundaciones anuales que solía experimentar la región antes de la construcción de la Presa de Teesta. El carbón se encuentra cerca de este distrito. Hay un gran acantonamiento militar en las cercanías de la ciudad, junto con un parque Ghagot (bajo vigilancia militar), además del famoso Carmichael College y el zoológico de Rangpur en la ciudad. Rangpur también es famoso por su industria artesanal como Shataranji, que recientemente se declaró como un producto IG de Bangladés.
La población total de la corporación de la ciudad de Rangpur es 796,556. De ellos, 398.282 son hombres y 398.274 son mujeres. La tasa de alfabetización en Rangpur es del 65%.